# A través de Flandes
L'A través de Flandes (en neerlandès Dwars door Vlaanderen) és un cursa ciclista d'un sol dia que es disputa anualment a Flandes. Per tradició la cursa es disputa el segon dimecres abans del Tour de Flandes, amb arribada a la ciutat de Waregem. Es disputa cada any a la darreria de març des de 1945, i fins a l'actualitat (excepte el 1971). Com en altres curses a la zona els trams de pavé hi són habituals.
Anteriorment la cursa s'anomenà A través de Bèlgica (Dwars door België), fins que el 2000 va agafar el nom actual. El 1945–1946 i entre 1948 i 1964, la cursa es feia en dues etapes. El 1947 i des de 1965, es disputa en un sol dia. Des del 2005 i fins al 2016 forma part dels circuit continental UCI Europe Tour, amb una categoria 1.1. El 2017 puja al màxim nivell, a la categoria UCI World Tour.
Cap ciclista ha guanyat en més de dues ocasions la cursa i sols Yves Lampaert ha estat capaç de guanyar dues edicions de manera consecutiva.

## Palmarès
| Any               | Vencedor               | Segon                  | Tercer                   |         |
| ----------------- | ---------------------- | ---------------------- | ------------------------ | ------- |
| 1945              | Rik Van Steenbergen    | Albéric Schotte        | Norbert Callens          |         |
| 1946              | Maurice Desimpelaere   | Norbert Callens        | Albéric Schotte          |         |
| 1947              | Albert Sercu           | Julien Van Dijcke      | Émile Masson junior      |         |
| 1948              | André Rosseel          | Florent Mathieu        | Roger Desmet             |         |
| 1949              | Raymond Impanis        | Lionel Van Brabant     | Maurice Mollin           |         |
| 1950              | André Rosseel          | Emiel Van der Veken    | Jules Depoorter          |         |
| 1951              | Raymond Impanis        | Marcel Hendrickx       | André Rosseel            |         |
| 1952              | André Maelbrancke      | Lode Wouters           | Karel De Baere           |         |
| 1953              | Albéric Schotte        | Adri Voorting          | Marcel De Mulder         |         |
| 1954              | Germain Derycke        | Albéric Schotte        | Florent Rondelé          |         |
| 1955              | Albéric Schotte        | Alfred De Bruyne       | Alfons Vandenbrande      |         |
| 1956              | Lucien Demunster       | Frans Schoubben        | André Rosseel            |         |
| 1957              | Noël Foré              | Michel Van Aerde       | André Noyelle            |         |
| 1958              | André Vlayen           | Norbert Van Tieghem    | Ernest Heyvaert          |         |
| 1959              | Roger Baens            | Louis Proost           | Albéric Schotte          |         |
| 1960              | Arthur Decabooter      | Edgard Sorgeloos       | Julien Schepens          |         |
| 1961              | Maurice Meuleman       | Romain Van Wynsberghe  | Léon Van Daele           |         |
| 1962              | Martin Van Geneugden   | Piet Rentmeester       | Piet van Est             |         |
| 1963              | Clément Roman          | Dieter Puschel         | Robert Seneca            |         |
| 1964              | Piet van Est           | Etienne Vercauteren    | Jos Dewit                |         |
| 1965              | Alfons Hermans         | Julien Haelterman      | Roger De Breuker         |         |
| 1966              | Walter Godefroot       | Willy Bocklant         | Peter Post               |         |
| 1967              | Daniel Van Ryckeghem   | Georges Vandenberghe   | Jozef Spruyt             |         |
| 1968              | Walter Godefroot       | Willy Monty            | Bernard Van De Kerckhove |         |
| 1969              | Eric Leman             | Albert Van Vlierberghe | Willy Van Neste          |         |
| 1970              | Daniel Van Ryckeghem   | Eric Leman             | Frans Verbeeck           |         |
| 1971 no disputada |                        |                        |                          |         |
| 1972              | Marc Demeyer           | Noël Vantyghem         | Eddy Verstraeten         |         |
| 1973              | Roger Loysch           | Jozef Abelshausen      | Freddy Maertens          |         |
| 1974              | Louis Verreydt         | Ronald De Witte        | René Pijnen              |         |
| 1975              | Cees Priem             | Tino Tabak             | Roger Swerts             |         |
| 1976              | Willy Planckaert       | Marc Demeyer           | Walter Planckaert        |         |
| 1977              | Walter Planckaert      | Eric Leman             | Marc Demeyer             |         |
| 1978              | Jos Schipper           | Frank Hoste            | Guido Van Sweevelt       |         |
| 1979              | Gustaaf Van Roosbroeck | Walter Planckaert      | Jan Raas                 |         |
| 1980              | Johan van der Meer     | Jan Raas               | Guido Van Sweevelt       |         |
| 1981              | Frank Hoste            | Cees Priem             | Gerrit Van Gestel        |         |
| 1982              | Jan Raas               | Jean-Luc Vandenbroucke | Eddy Vanhaerens          |         |
| 1983              | Etienne De Wilde       | Jan Raas               | Eric Vanderaerden        |         |
| 1984              | Walter Planckaert      | Rudy Matthijs          | Marc Sergeant            |         |
| 1985              | Eddy Planckaert        | Eric Vanderaerden      | Jozef Lieckens           |         |
| 1986              | Eric Vanderaerden      | Adri van der Poel      | Peter Stevenhaagen       |         |
| 1987              | Jelle Nijdam           | Herman Frison          | Sean Kelly               |         |
| 1988              | John Talen             | Alfons De Wolf         | Nico Verhoeven           |         |
| 1989              | Dirk De Wolf           | Theo de Rooij          | Johan Museeuw            |         |
| 1990              | Edwig Van Hooydonck    | Adri van der Poel      | Marc Sergeant            |         |
| 1991              | Eric Vanderaerden      | Uwe Raab               | Remig Stumpf             |         |
| 1992              | Olaf Ludwig            | Michel Zanoli          | Jean-Pierre Heynderickx  |         |
| 1993              | Johan Museeuw          | Franco Ballerini       | Jo Planckaert            |         |
| 1994              | Carlo Bomans           | Marc Sergeant          | Ludwig Willems           |         |
| 1995              | Jelle Nijdam           | Tom Steels             | Adriano Baffi            |         |
| 1996              | Tristan Hoffman        | Edwig Van Hooydonck    | Brian Holm               |         |
| 1997              | Andrei Txmil           | Ludovic Auger          | Hans De Clercq           |         |
| 1998              | Tom Steels             | Johan Capiot           | Andrei Txmil             |         |
| 1999              | Johan Museeuw          | Michel Vanhaecke       | Chris Peers              |         |
| 2000              | Tristan Hoffman        | Peter Van Petegem      | Lars Michaelsen          |         |
| 2001              | Niko Eeckhout          | Wilfried Peeters       | Arvis Piziks             |         |
| 2002              | Baden Cooke            | László Bodrogi         | Jo Planckaert            |         |
| 2003              | Robbie McEwen          | Baden Cooke            | Max van Heeswijk         |         |
| 2004              | Ludovic Capelle        | Jaan Kirsipuu          | Roger Hammond            |         |
| 2005              | Niko Eeckhout          | Roger Hammond          | Gabriele Balducci        |         |
| 2006              | Frederik Veuchelen     | Jeremy Hunt            | Lloyd Mondory            |         |
| 2007              | Tom Boonen             | Niko Eeckhout          | Stuart O'Grady           |         |
| 2008              | Sylvain Chavanel       | Steven de Jongh        | Niko Eeckhout            |         |
| 2009              | Kevin Van Impe         | Niko Eeckhout          | Tom Boonen               |         |
| 2010              | Matti Breschel         | Björn Leukemans        | Niki Terpstra            |         |
| 2011              | Nick Nuyens            | Geraint Thomas         | Tyler Farrar             |         |
| 2012              | Niki Terpstra          | Sylvain Chavanel       | Koen de Kort             |         |
| 2013              | Oscar Gatto            | Borut Božič            | Mathew Hayman            |         |
| 2014              | Niki Terpstra          | Tyler Farrar           | Borut Božič              |         |
| 2015              | Jelle Wallays          | Edward Theuns          | Dylan van Baarle         |         |
| 2016              | Jens Debusschere       | Bryan Coquard          | Edward Theuns            |         |
| 2017              | Yves Lampaert          | Philippe Gilbert       | Aleksei Lutsenko         |         |
| 2018              | Yves Lampaert          | Mike Teunissen         | Sep Vanmarcke            |         |
| 2019              | Mathieu van der Poel   | Anthony Turgis         | Bob Jungels              |         |
| 2020              | suspesa                | suspesa                | suspesa                  | suspesa |
| 2021              | Dylan van Baarle       | Christophe Laporte     | Tim Merlier              |         |
| 2022              | Mathieu van der Poel   | Tiesj Benoot           | Thomas Pidcock           |         |
| 2023              | Christophe Laporte     | Oier Lazkano López     | Neilson Powless          |         |
| 2024              | Matteo Jorgenson       | Jonas Abrahamsen       | Stefan Küng              |         |
| 2025              | Neilson Powless        | Wout van Aert          | Tiesj Benoot             |         |